# Matthews (Missouri)
Pour les articles homonymes, voir Matthews.
Matthews est une ville du comté de New Madrid, dans le Missouri, aux États-Unis,. Située au nord du comté, elle est incorporée en 1943.

## Démographie
Lors du recensement de 2010, la ville comptait une population de 628 habitants. Elle est estimée, en 2016, à 616 habitants.

### Source de la traduction
- (en) Cet article est partiellement ou en totalité issu de l’article de Wikipédia en anglais intitulé « Matthews, Missouri » (voir la liste des auteurs).